# Вакри (Абруццо)
Ва́кри (итал. Vacri) — коммуна в Италии, расположена в регионе Абруццо, подчиняется административному центру Кьети.
Население составляет 1754 человека, плотность населения составляет 146 чел./км². Занимает площадь 12 км². Почтовый индекс — 66010. Телефонный код — 0871.
Покровителем города считается святой Власий Севастийский, празднование 3 сентября.